# Orionothemis felixorioni
Orionothemis felixorioni – gatunek ważki z rodziny ważkowatych (Libellulidae); jedyny przedstawiciel rodzaju Orionothemis. Znany jedynie z miejsca typowego położonego nad strumieniem Rio das Fêmeas w gminie Luís Eduardo Magalhães w brazylijskim stanie Bahia.